# Arginase 1
Arginase 1 (auch: Leber-Arginase, ARG1) ist das Enzym, das den letzten Reaktionsschritt im Harnstoffzyklus der Wirbeltiere katalysiert. Die Arginasen sind eine Gruppe von Isozymen, die in allen Lebewesen vorkommen und den Abbau der Aminosäure Arginin zu Ornithin und Harnstoff bewerkstelligen. Beim Menschen können Mutationen im ARG1-Gen zu Arginasemangel, und dieser zu einem Harnstoffzyklusdefekt mit Hyperammonämie führen. Varianten von Arginase waren in Asthmapatienten mit Nebenwirkungen auf Beta-2-Sympathomimetika assoziiert. Eine andere Variante zeigte einen Zusammenhang mit dem Herzinfarkt-Risiko.
Neutrophile Granulozyten modulieren die Immunantwort durch Sekretion von Arginase. In Psoriasisläsionen wird Arginase überexprimiert. Dies führt zu verminderter Verfügbarkeit von Stickstoffoxid im Gewebe, da Arginase mit NO-Synthase um Arginin konkurriert. Dieselbe Konkurrenz innerhalb von Macrophagen wird von intrazellulären Pathogenen wie Mycobacterium tuberculosis, Toxoplasma gondii und anderen ausgenutzt, um der Immunreaktion zu entgehen.
Die cAMP-abhängige Regulation der ARG1-Expression wird von Proteinkinase AI moduliert und ist auf Histon-Deacetylierung angewiesen.

## Katalysierte Reaktion
+ H2O ⇔  + 
Arginin wird zu Ornithin und Harnstoff hydrolysiert.